# Castelletto d’Orba
Castelletto d’Orba – miejscowość i gmina we Włoszech, w regionie Piemont, w prowincji Alessandria.
Według danych na styczeń 2010 gminę zamieszkiwały 2093 osoby przy gęstości zaludnienia 146,9 os./1 km².
W Castelletto d’Orba urodził się dyplomata papieski abp Andrea Cassulo.